# Saturn Girl
Saturn Girl (Imra Ardeen-Ranzz) est un personnage de fiction appartenant à DC Comics. Elle est apparue pour la première fois dans Adventure Comics # 247 en avril 1958. Elle a été créée par Otto Binder et Al Plastino durant l'Âge d'argent des comics.
Elle est modernisée dans Légion des Super-Héros Vol4. #0 en octobre 1994 par Mark Waid, Tom McCraw et Stuart Immonen.

## Histoire
Imra Ardeen arriva du futur 31e siècle, elle habitait sur le satellite Titan de la planète Saturne. Elle voyage dans le temps avec ses amis grâce au Time Bubble. Elle partait pour le centre de la police scientifique de la Terre, quand elle reçut un message télépathique, qui lui annonça un attentat sur R.J. Brande, le créateur de la Légion des Super-Héros. Elle partit le secourir et rencontra ses collaborateurs adolescents Garth Ranzz & Rokk Krinn (Cosmic Boy). Ils arrêtent l'assassin et sauve la vie R.J. Brande. Alors elle décide de rejoindre la Légion des Super-Héros.
Plus tard elle se maria avec Garth Ranzz, ils auront des jumeaux Graym & Garridan Ranzz.
Quand Saturn Girl, Lightning Lad & Cosmic Boy arrivent sur terre, ils rencontrent Superboy. Ils lui demandent s'il veut rejoindre la  Légion des Super-Héros. Ils lui proposent trois épreuves avant d'adhérer à leur club, mais Superboy échoue.

### Autres médias
- La Légende des super-héros (série anime)
- Superman, l'Ange de Metropolis (série anime)
- Smallville, saison 8, épisode 11, le rôle de Saturn Girl est joué par Alexz Johnson.
- Supergirl, saison 3.
- La Ligue des Justiciers : Nouvelle Génération (série animée)